# The End of Life
| Recensione | Giudizio |
| ---------- | -------- |
| AllMusic   |          |

The End of Life è l'album di debutto del gruppo musicale polacco UnSun, pubblicato nel 2008.

## Tracce
1. Whispers – 3:35
2. Lost Innocence – 3:20
3. Blinded by Hatred – 3:35
4. Face the Truth – 5:07
5. The Other Side – 4:05
6. Destiny – 3:56
7. Memories – 3:52
8. Bring Me to Heaven – 4:47
9. On the Edge – 3:36
10. Closer to Death – 3:46
11. Indifference – 5:32

## Formazione
- Aya - voce
- Mauser - chitarra
- Filip "Heinrich" Hałucha - basso
- Vaaver - batteria